# Панопей
Панопей (др.-греч. Πανοπεύς). Сын Фока и Астеродии (согласно поэме Асия). Враждовал с братом-близнецом Крисом уже в утробе матери. Из Фокиды. Участник Калидонской охоты. Союзник Амфитриона в походе на телебоев. После победы утаил часть добычи, ложно клянясь Афиной и Аресом. Отец Эпея и Эглы. По его имени назван город Панопея.